# Copelatus bacillifer
Copelatus bacillifer es una especie de escarabajo buceador del género Copelatus, de la subfamilia Copelatinae, en la familia Dytiscidae. Fue descrito por Guignot en 1955.